# Peter George (író)
Peter Bryan George (Treorchy, 1924. március 24. vagy 1924. március 26. – Hastings, 1966. június 1.) walesi író volt, aki leginkább az 1958-ban megjelent Red Alert (Vörös riadó) című hidegháborús thriller regényéről ismert, amelyet kezdetben Two Hours to Doom (Két óra a végzetig) címmel és Peter Bryant álnéven írt. A könyv ihlette Stanley Kubrick Dr. Strangelove, avagy rájöttem, hogy nem kell félni a bombától, meg is lehet szeretni című filmjét.

## Élete
1924-ben született Treorchy-ban (Rhondda, Wales) és 42 éves korában halt meg Hastings-ben (East Sussex, Anglia). A második világháború alatt a Brit Királyi Légierő repülőhadnagya és navigátora volt, a RAF 255. századánál szolgált, éjszakai vadászrepüléseket hajtott végre Málta és Olaszország felett. Visszatért a RAF-hoz, ahol a RRH Neatisheadnél és vadászrepülőgép-irányítóként szolgált, ahol gyakran írt szolgálat közben, és álnevet használt. A szolgálatból 1961-ben vonult nyugdíjba.
1966. június 1-jén Peter George-ot holtan találták egy elsütött duplacsövű puskával a térdei között; halálát öngyilkosságnak nyilvánították.

## Művei
Legismertebb regénye, a Red Alert akkor íródott, amikor még a RAF tisztjeként szolgált (ezért használta eredetileg álnevét: Peter Bryant – a Bryan a középső nevéből származik). Személyes tapasztalataiból merítve a Red Alert ihlette Stanley Kubrick klasszikus filmjét, Dr. Strangelove, avagy rájöttem, hogy nem kell félni a bombától, meg is lehet szeretni. A nukleáris fegyverek témája iránti érdeklődés, amelyet Stanley Kramer 1959-es On the Beach című regényének filmváltozata váltott ki, még abban az évben eladta a Red Alert filmes jogait, amelyeket aztán 1962-ben Stanley Kubrick megvásárolt, állítólag mindössze 3500 dollárért.
Egy másik, 1962-ben megjelent bestseller, a Fail Safe annyira hasonlított George atomháborús témájához, hogy mind ő, mind Kubrick beperelte a szerzői jogok megsértésének vádjával, de peren kívül megegyeztek. Ironikus módon ugyanaz a filmstúdió, a Columbia Pictures, amely a Strangelove-ot finanszírozta és forgalmazta, megvásárolta a Fail Safe-t is, amely egy független finanszírozású produkció volt. Mivel Kubrick ragaszkodott ahhoz, hogy a stúdió először az ő filmjét mutassa be 1964 januárjában, a vélt hasonlóság miatt a Fail Safe még abban az évben októberben, gyenge jegybevételi eredményekkel indult, annak ellenére, hogy kiváló kritikákat kapott a nukleáris válság Kubrick nyíltan szatirikus megközelítésénél komolyabb ábrázolása miatt.
Bár Peter George Kubrickkal és Terry Southernnel közösen írta a Strangelove forgatókönyvét, nem világos, hogy valójában mennyire vett részt a munkában, és állítólag elégedetlen volt azzal a komikus elemmel, amelyet Kubrick alkalmazott az anyaghoz. Mint társíró, megosztva kapta a „Legjobb adaptált forgatókönyv” Oscar-jelölést. A film bemutatása után megírta a Dr. Strangelove regényváltozatát, és Kubricknak ajánlotta. A könyv hosszú évekig nem volt nyomtatásban, de 2015-ben a Candy Jar Ltd. újra kiadta, és korábban nem publikált anyagokat tartalmaz Strangelove korai karrierjéről, George fiának, Davidnek az előszavával.
George öngyilkossága előtti utolsó befejezett regénye, a Commander-1 egy poszt-apokaliptikus világot vázolt fel, amelyben a túlélők egy csoportján egy diktátor zsarnokoskodik.

## Regények
- Come Blonde, Came Murder (T. V. Boardman, 1952) as "Peter George"
- Pattern of Death (T. V. Boardman, 1954) as "Peter George"
- Cool Murder (T. V. Boardman, 1958) as "Peter George"; later reissued in paperback (Mayflower, 1965) as "Bryan Peters"
- Two Hours To Doom (T. V. Boardman, 1958) as "Peter Bryant" – later published as Red Alert(wd) (Ace, 1958)
- Hong Kong Kill (T. V. Boardman, 1958) as "Bryan Peters"
- The Big H (T. V. Boardman, 1961) as "Bryan Peters"
- The Final Steal (T. V. Boardman, 1962) as "Peter George"
- Dr. Strangelove or: How I Learned to Stop Worrying and Love the Bomb (Corgi, 1963) as "Peter George"; novelisation of the screenplay; dedicated to Stanley Kubrick
- Commander-1(wd) (Heinemann, 1965) as "Peter George"

## Fordítás
- Ez a szócikk részben vagy egészben  a   Peter George című angol Wikipédia-szócikk fordításán alapul.  Az eredeti cikk szerkesztőit annak laptörténete sorolja fel. Ez a jelzés csupán a megfogalmazás eredetét és a szerzői jogokat jelzi, nem szolgál a cikkben szereplő információk forrásmegjelöléseként.